# Blámansfjall

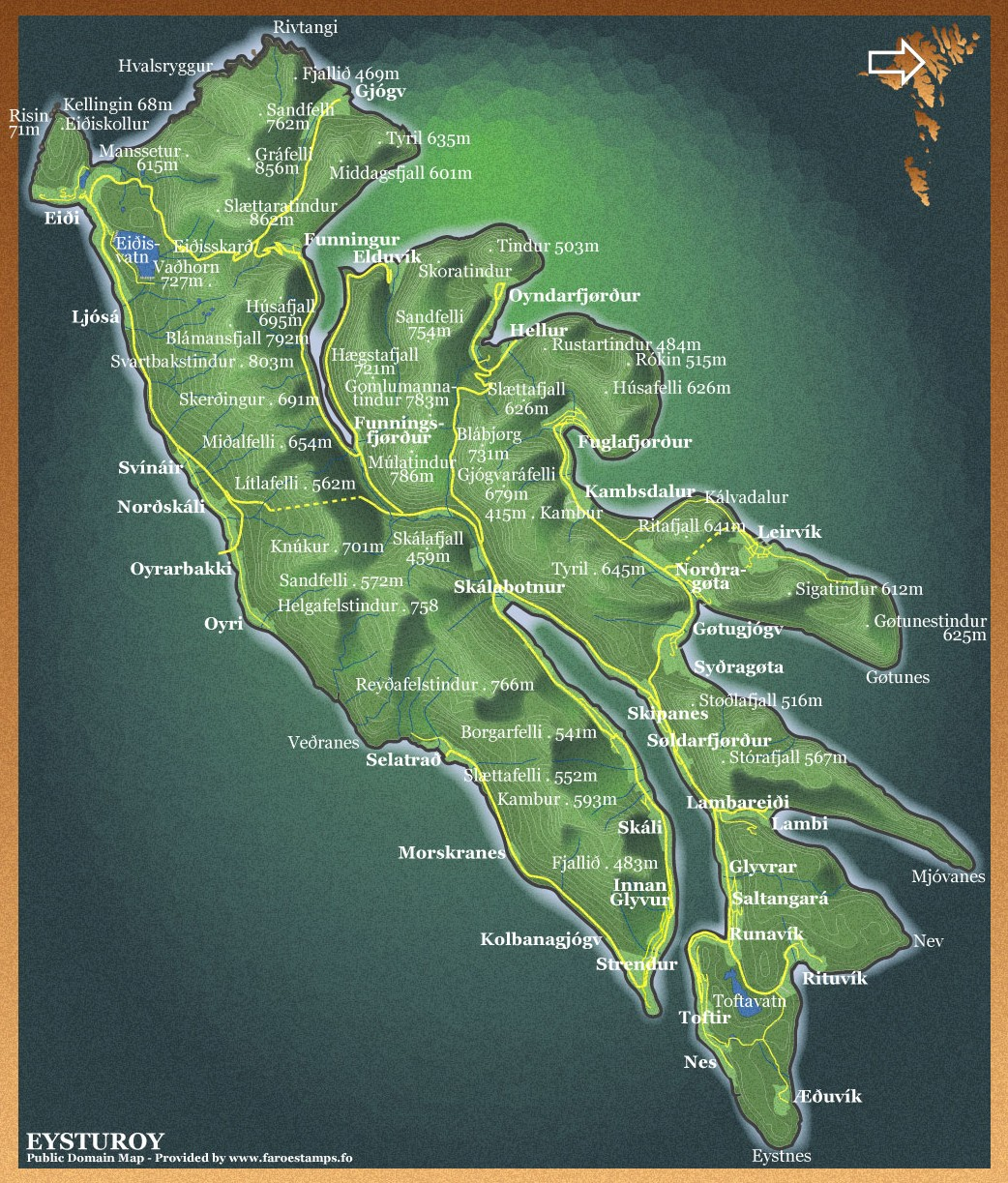
Karta över Eysturoy med Blámansfjall utmärkt

Blámansfjall är ett berg på ön Eysturoy i den norra delen av ögruppen Färöarna. Berget har en högsta topp på 790 meter, och är därmed det fjärde högsta berget på Eysturoy. Toppen ligger på den norra delen av ön, omgiven av Húsafjall (692 meter) och det högre berget Svartbakstindur som reser sig 801 meter över havet.